# Arava

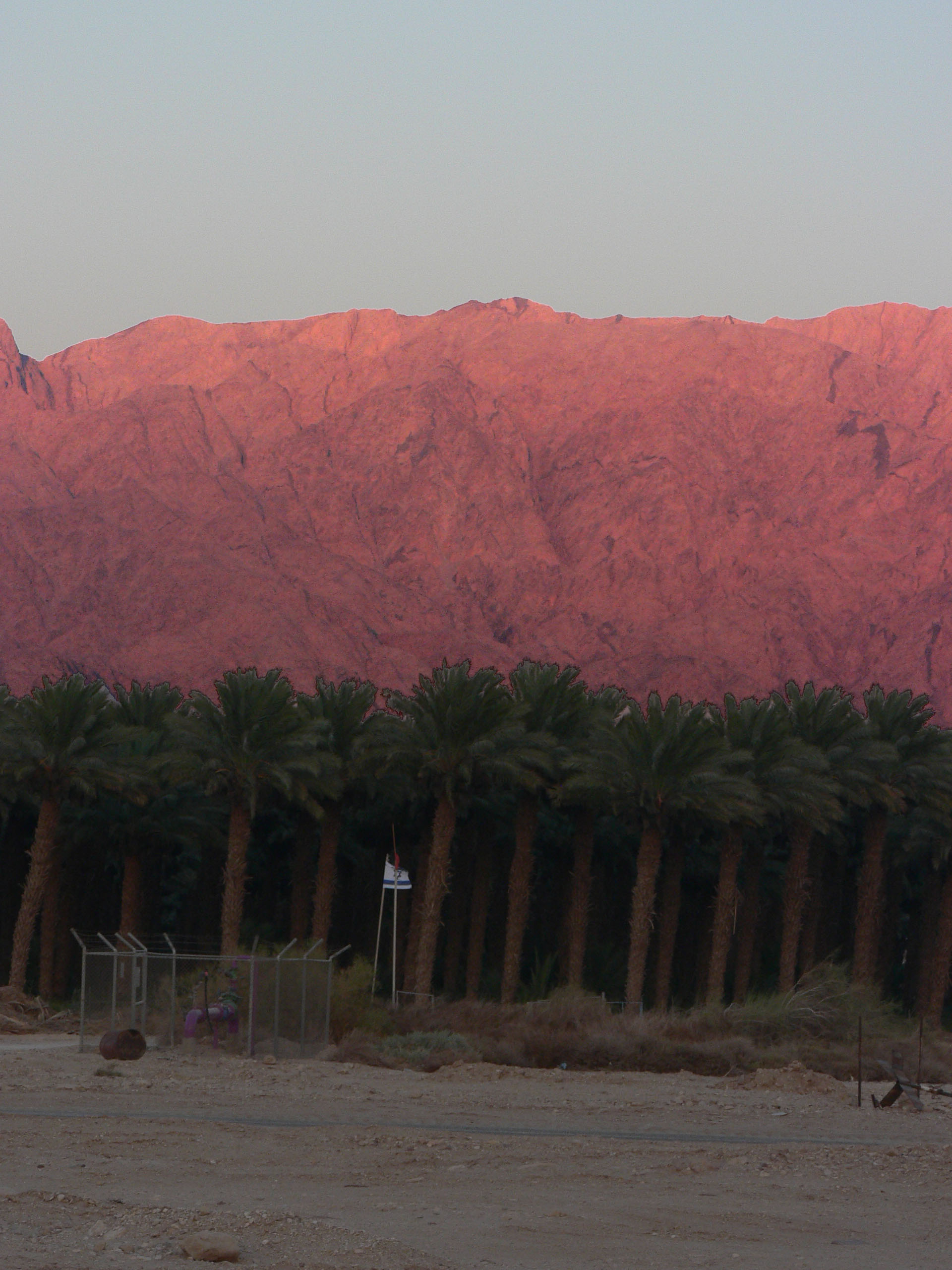
Plantaţie de curmali in Arava, având în spate munții Edom

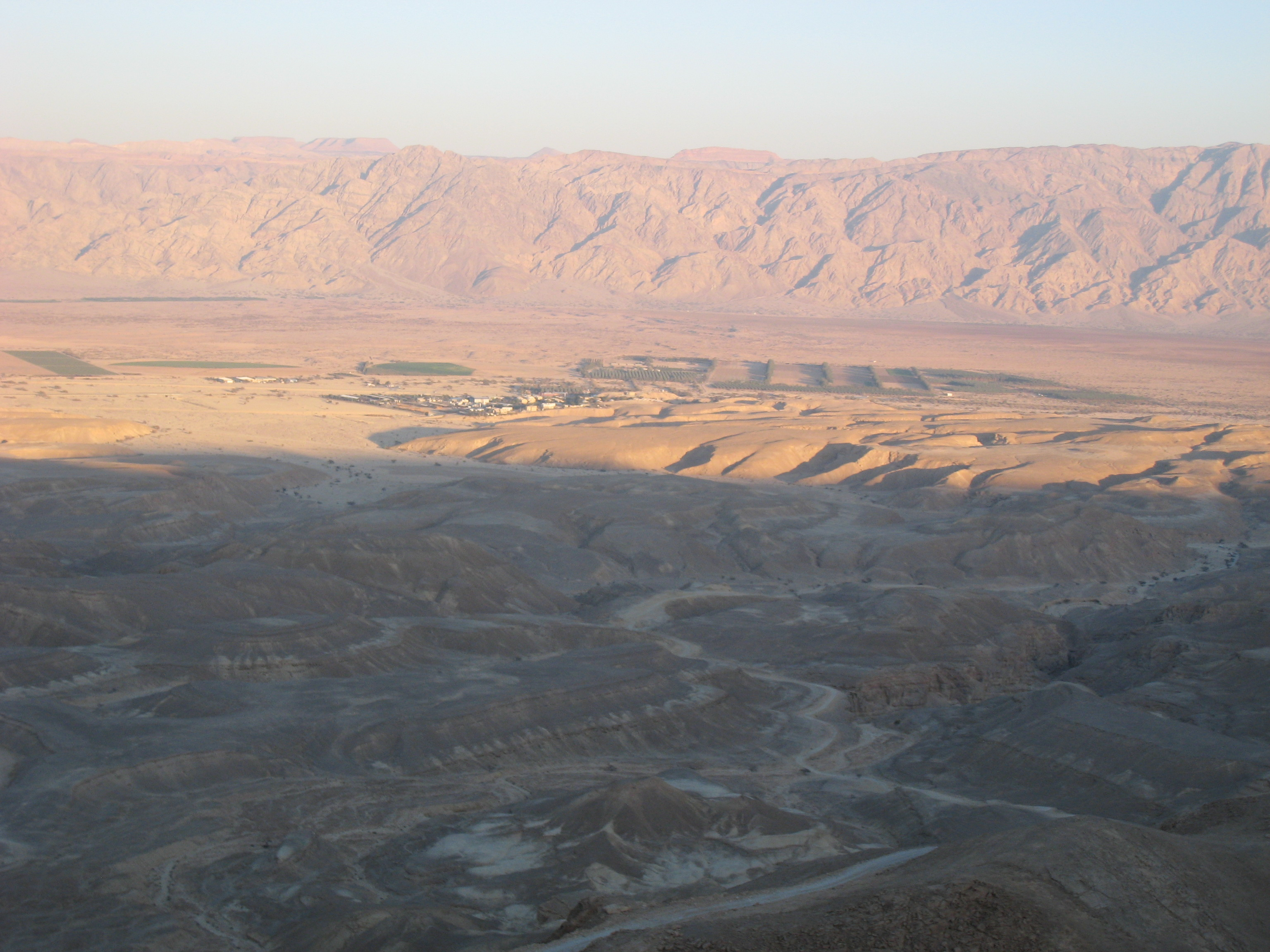
Valea Arava la apus de soare, vedere din partea israeliană înspre Iordania

Aravá (în ebraică: ערבה, articulat Ha'aravá, în arabă:
وادي عربه Wadi 'Araba, în engleză:Arabah) este o vale lungă și strâmtă de tip graben în sud-estul Palestinei sau al Țării Israel, care se întinde din sudul Mării Moarte și până la Golful Eilat, și care desparte Munții Edomului la est, de Munții Neghevului la vest.
Lungimea văii Aravá este de circa 160 km, iar lățimea de 5–25 km. De-a lungul acestei văi trece granița dintre Iordania și Israel.
Sursele de apă în Aravá sunt puține. Zona conține zăcăminte, mai ales de cupru, însă principala ei importanță este ca regiune de tranzit. 
Din vremuri antice pe aici treceau căi însemnate dinspre centrul Palestinei și dinspre Munții Neghev spre est, spre  Transiordania.
Numele regiunii este antic. El este amintit în descrierea biblică a exodului triburilor lui Israel din Egipt, și înseamnă „regiune aridă și pustie”, „deșert”.
("במדבר בערבה מול סוף בין פארן ובין תפל, ולבן וחצרת ודי-זהב" (דברים א א).
Acestea sunt cuvintele pe care le-a grăit Moise la tot Israelul peste Iordan, în pustiul Arabah, din fața Sufei, între Paran, Tofel, Laban, Hașerot și Di-Zahab (Deuteronom, 1,1)

## Geografia
Aravá este, ca și mai la nord Valea Iordanului, o parte a șanțului tectonic afro-sirian care duce din Africa de Est până în sudul Turciei. Ea este de fapt o extindere a zonei sudaneze, în care temperaturile ating vara 48°C. Suprafața regiunii Aravá este de circa 3,000 kmp, jumătate din ea găsindu-se în Israel. iar cealaltă jumătate în Iordania.
Prin mijlocul regiunii Aravá trece albia râului Nahal Haaravá sau Wadi Araba, care colectează apele principalelor râuri și pâraie care vin din Munții Edomului din est și din Munții Neghev din vest.
Valea Aravá se divide, la rândul ei, în trei zone:
- 1. Aravá de nord, între Marea Moartă și Neot Hakikar-Hatzeva, considerată a fi continuarea depresiunii Mării Moarte (-400m sub nivelul mării) și asemănătoare cu aceasta din punct de vedere geologic, al climei și al însușirilor terenului.
- 2. Aravá mijlocie, de la Hatzeva până la cumpăna apelor Mării Moarte și a Golfului Eilat (sau Golful Aqaba), cuprinde  Gav Haaravá (ridicătura Aravá) de circa 250 mg înălțime, și vărsarea râurilor Nahal Paran, Hayun și Nekarot.
- 3  Aravá de sud, întinsă de la cumpăna apelor amintită până la Golful Eilat (la 130 m deasupra nivelului mării), și în care distanța dintre Munții Edom si Munții Neghev se restrânge la 5–7 km, iar apele pâraielor se varsă in depresiunile de salinitate sebha (în arabă) sau malha (în ebraică) Evrona, Yotvata și Ka- Seiydiyin.

### Bazine hidrografice și râuri
Principalul bazin hidrografic din Aravá este cel al râului Arava (ebr. Nahal Arava)(ar.Wadi'Araba) care se drenează în Kikar Sdom. Râul Arava colectează apele de inundații care ajung la el din zone întinse de pe cuprinsul Munții Neghevului și al Munților Edom.
Afluentul principal al râului Arava pe teritoriul Israelului este Nahal Paran
Alți afluenți mai mari sunt Nahal Hayun, care strânge apele din sudul Neghevului, și Nahal Nekarot care strânge apele din craterul (mahtesh) Ramon.
Alte pârâuri însemnate în Israel, care se varsă direct în Kikar Sdom, sunt Nahal Amatziyahu  și Nahal Tzin.  
Altitudinea ce mai ridicată în Arava se află pe Gav Haaravá, 205 m deasupra nivelului mării, la sud de Nahal Hayun. 
Din acest punct spre sud și până la Eilat nu există un bazin hidrografic central unic, în Aravá de sud aflându-se patru zone de Sebkha (în arabă) sau Malha (în ebraică) (depresiuni sau mlaștini de salinitate crescută) care reprezintă bazine hidrografice fără ieșire: Ka a-Saidiyin (la nord de așezarea Yahel, și aflată în ce mai mare parte a sa în Iordania), Malhat Yotvata, Malhat Evrona și Malhat Eilat (care în zilele noastre se drenează în Golful Eilat sau Aqaba)
Pârâurile importante din Arava de sud sunt Nahal Sha'lab (în zona Yahel-Grofit) și Nahal Rehem
Izvoarele din vest au majoritatea șuvoaie slabe și cu un anumit grad de salinitate, în timp ce acelea dinspre est, din Munții Edom, sunt mai puternice și mai dulci  
Aprovizionarea cu apă a beneficiat de mai multe foraje de apă, majoritatea fiind realizate după acordul de pace iordano-israelian, pe teritoriul Iordaniei.
Arava este uneori lovită de inundații puternice și rapide venind de la afluenți.

## Clima

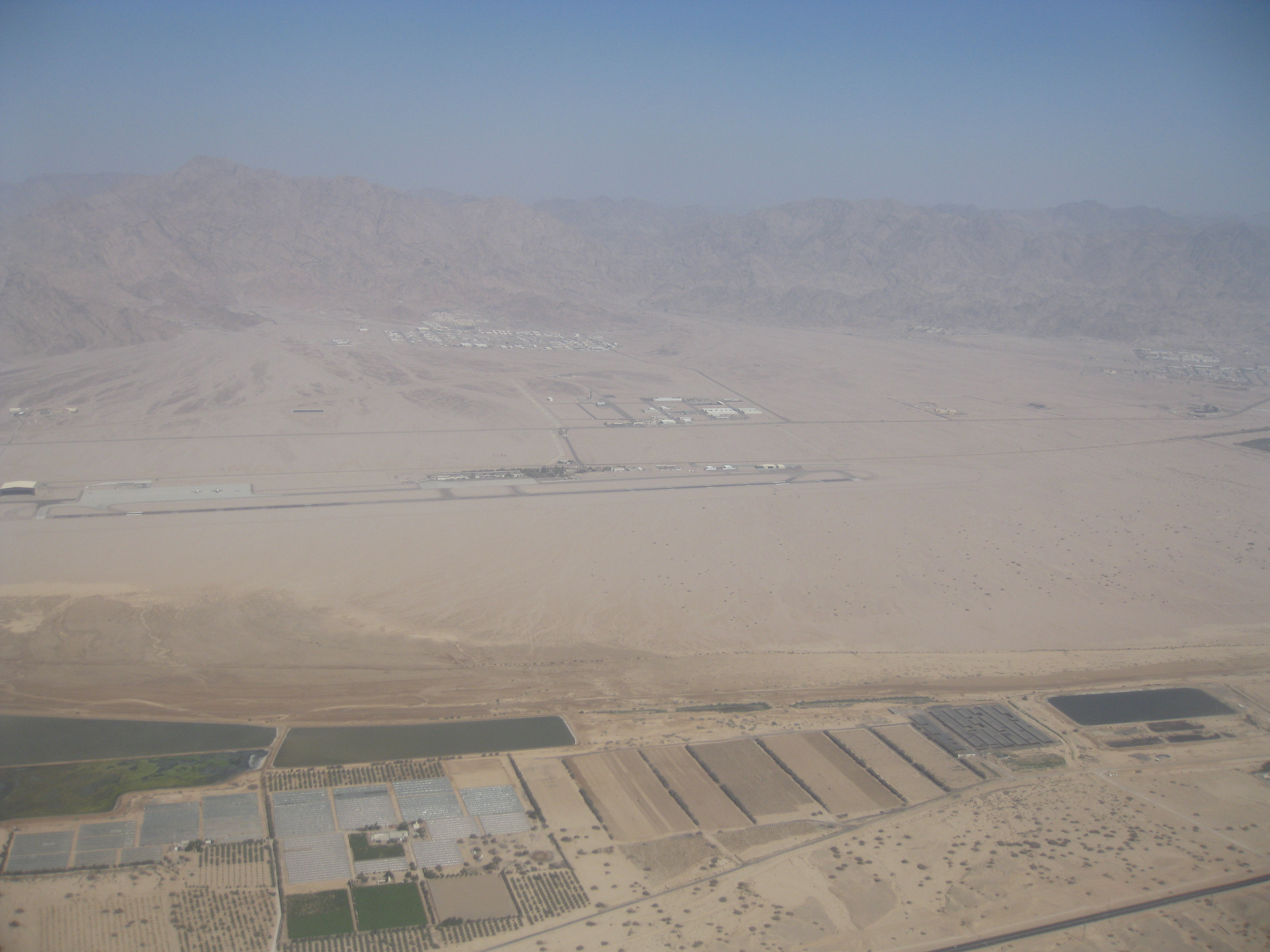
Vedere aeriană a văii Aravá

Clima în Aravá este deșertică subtropicală. Cantitatea de precipitații anuale este de 30–100 mm.
Temperaturile vara ating peste +40°C, umiditatea fiind foarte redusă. Iarna temperaturile sunt blânde.

## Flora și fauna

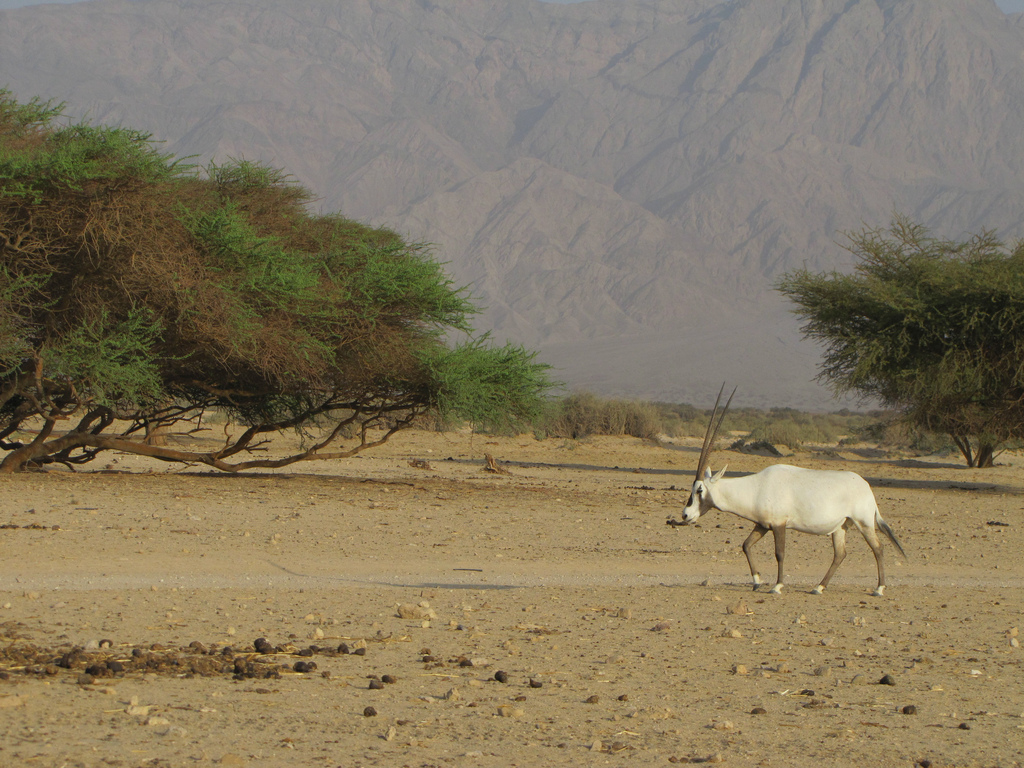
Oryx alb arab în rezervaţia naturală Hai Bar din Yotvatá

Valea Aravá sau Wadi Araba se distinge printr-o heterogenitate a habitatelor, sub influența solului greu  și a eroziunii eoliene, de pildă mlaștini sau depresiuni saline  începând cu Marea Moartă însăși și sfârșind cu așa numitele Sabha sau Malha din sudul văii, diverse tipuri de dune de nisip, deșert pietros (în arabă Hammad), stânci, conuri aluvionale, zone de ape de inundație etc.
Ea slujește de regiune de tranzit pentru milioane de păsări migratoare care toamna părăsesc Europa îndreptându-se spre Africa, iar primăvara vin pe un traseu invers. În kibuțul Lotan se află un centru de observare a păsărilor migratoare.
Între păsările caracteristice regiunii se pot menționa prigoria orientală, ciocârlia deșertului (Ammomanes deserti), pițigoiul trâmbițător )(Rhodopechys) ,ce poate fi văzut adăpându-se în zori sau la apusul soarelui în perimetrul unor kibuțuri, păsărica soarelui sau de nectar, în varianta palestiniană (Nectarinia osea), ciocârlia cu creastă (Alaemon) etc.
Animalele care se întâlnesc în Aravá sunt lupii, vulpile, hiena vărgată, gazelele, caprele sălbatice, pisica sălbatică africană, diverse specii de rozătoare precum șobolanul de nisip (în zonele bogate în ierburi), gerbilul (în locurile stâncoase), șoarecele piramidelor (sau micul jerboa egiptean) și numeroase reptile.,.
În rezervația zoologică Hai Bar din kibuțul Yotvata, creată în anul 1968, au fost adunate specii de animale palestiniene în pericol de dispariție ca de pildă struți, oryxul alb arab, gazelele arabe, asinii sălbatici somalezi.
În oazele din Aravá, există enclave ale zonei fito-geografice tropicale etiopiene, înconjurate de deșert  arid și vegetație halofitică.
Aceste oaze se caracterizează prin temperaturi foarte inalte, abundența apei proaspete și condiții de sol bogat.
Izvoare există mai ales în nordul regiunii și pe marginea malhei Sdom. O parte din ele curg tot timpul anului. În afara izvoarelor există și ape subterane înalte care doar uneori ajung la suprafață. În Aravá există din această cauză mai multă vegetație decât în celelalte zone deșertice ale Israelului. Tipici sunt arbuști de pustiu (Atriplex halimus, Haloxylon), din preajma surselor de apă, lângă care se aciuiesc unele animale ca rozătoare de tipul porcilor spinoși Hystrix și al șobolanilor Nesokia cu coada scurtă, șacali, manguste etc.
Caracteristice regiunii Aravá, asemănător cu peisajul de savană sunt crângurile de acacia, însoțite de planta semiparazită Loranthus acaciae, și de fauna lor specifică, care include diverse specii de la molia acaciilor și până la antilopa de Neghev. Acacia colonizează până și wadi-urile cele mai mici..

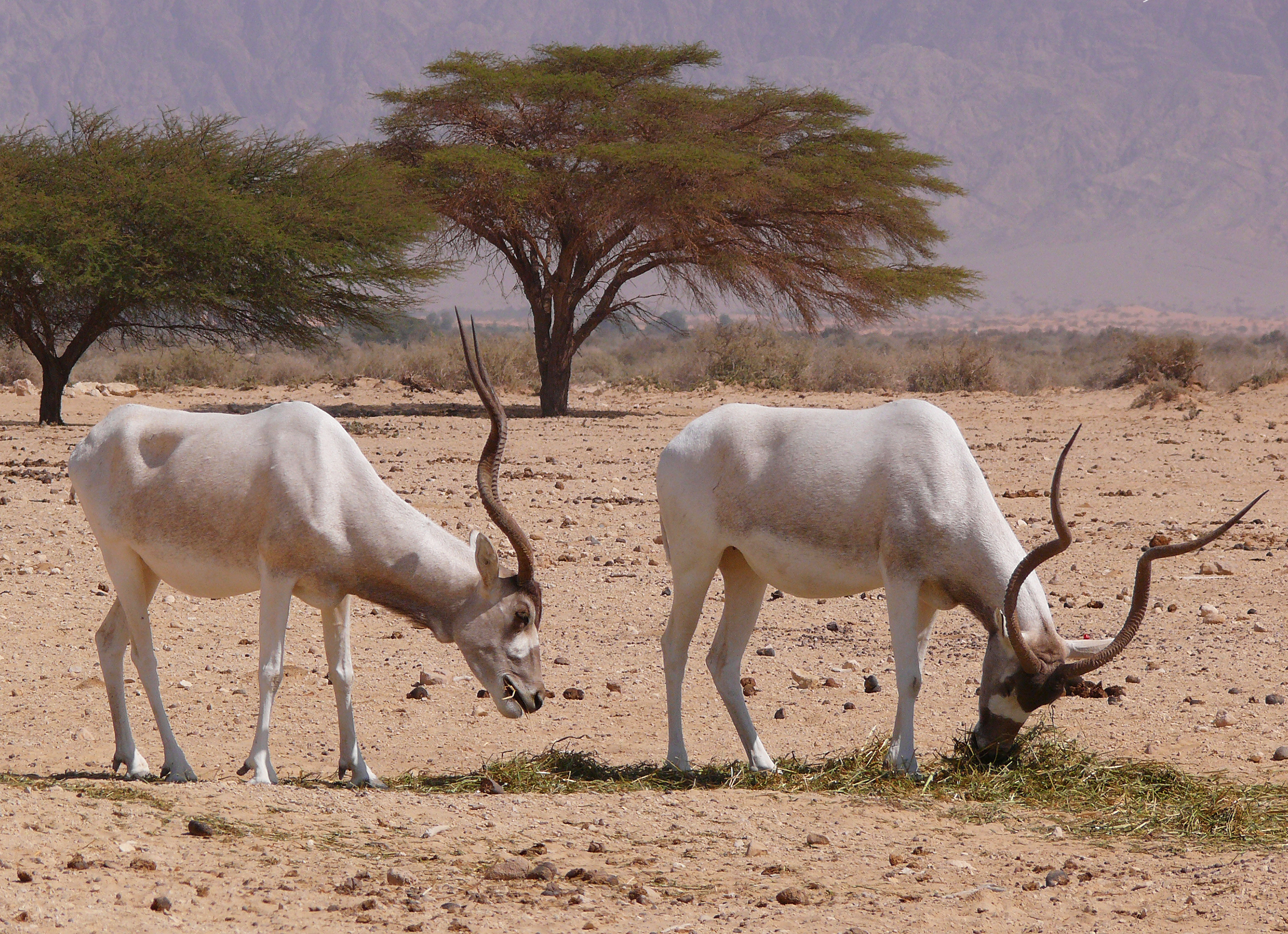
Antilope Addax cu nasul pătat în rezervația zoologică Hai Bar Yotvata

## Istorie

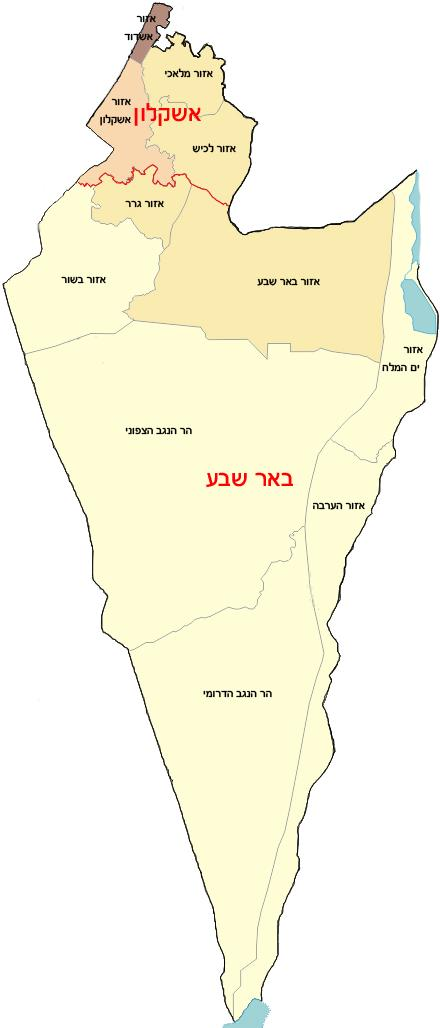
Districtul de sud al Israelului, care include, în partea de est, subdistrictul văii Aravá, la sud de Marea Moartă şi în lungul frontierei cu Iordania

După Vechiul Testament Biblia ebraică), în epoca Judecătorilor au stăpânit
în aceste meleaguri edomiții până ce ele au fost cucerite de regele David.
Biblia mai relatează ca regele Solomon (Shlomó) a înființat un port la Eilat si a exploatat arama în Aravá. După dezmembrarea regatului ebraic antic, Arava a fost din nou sub dominația edomiților, care au fost ulterior alungați de către arabii nabateeni. 
Nabateenii au venit în zonă în secolul al II-lea și au întemeiat aici o fortăreață și stațiuni de pază pentru protejarea drumurilor și apărarea regiunii.
După cucerirea regiunii de către arabi și decăderea entităților statale locale, Aravá și-a pierdut însemnătatea  aproape până în zilele noastre. 
În momentul împărțirii Palestinei mandatare în formatul inițial, în două formațiuni teritoriale: Transiordania la est și Palestina (Cisiordania „mare”) - la vest, a fost împărțită și valea Aravá. 
Granița a fost stabilită de-a lungul rîului Aravá (Nahal Aravá sau Wadi Araba, și pe linia punctelor celor mai joase care îl continuă spre miazăzi către Golful Eilat. 

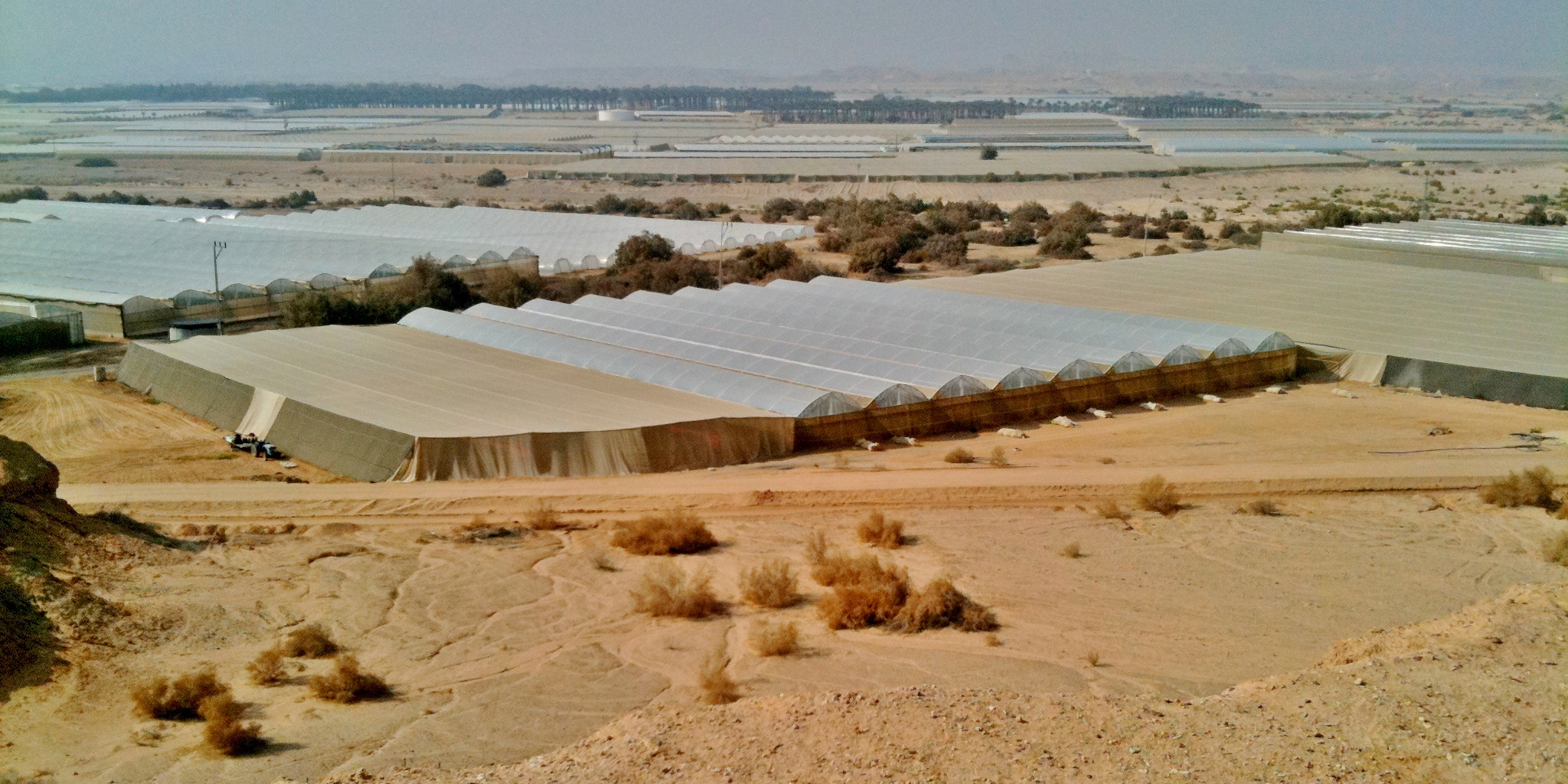
Sere la Ein Yahav

Potrivit planului ONU din 1947, de împărțire a Palestinei între un stat evreiesc și un stat arab  palestinean, Aravá revenea statului evreiesc. O mică porțiune din zona Sdom (Sodoma) era în cursul Razboiului arabo-israelian din 1948-1949 în proprietatea Combinatului Mării Moarte și a fost ocupată de Israel în cursul operației Lot. Cea mai importantă parte a Aravá a fost ocupată de armata israeliană în timpul altei operații militare, denumită Operația Ovdá, la finele Războiului de independență a Israelului.
În anul 1951 s-a înființat în capătul de sud al regiunii orașul modern Eilat și a început fondarea primelor așezări evreiești pe axa centrală a văii, cea mai veche fiind kibuțul Yotvata.
În 1955 a început exploatarea zăcămintelor de cupru la Timna, iar în 1967 a fost terminată prima șosea care slujește valea, de la Sdom la Eilat.
În anii 1960 au fost create de către soldați israelieni mai multe așezări agricole care ulterior au devenit localități civile.
Cea dintâi a fost Ein Yahav, la origine -  punct de observație al Ministerului agriculturii. Autoritățile militare și cele civile au fost reticente la propunerea  celor doi tineri fondatori entuziaști și doar intervenția primului ministru David Ben Gurion a tranșat aprobarea cererii lor.
Ein Yahav a fost vreme de trei ani așezare agricolă militară, apoi din 1962 a devenit localitate civilă și a fost legată printr-o  șosea de restul țării.
La 26 octombrie 1994 în valea Aravá a fost semnat acordul de pace între Israel, reprezentat de premierul Itzhak Rabin, și Iordania, reprezentată de regele Hussein Ibn Talal.

### Situri arheologice în Arava
Principalele situri arheologice în valea Arava sunt:
- Tel al Khalifa - biblicul Etzion Gever,imediat la estul frontierei israelo-iordaniene, la capătul Golfului Eilat
- complexul Beerot Sharsheret
- oaza Yotvata (Neve Yotvata)
- Moa (așezare nabateeana)
- Metzad Hatzeva
- Ponon, așezare biblică, - la poalele Munților Edom , azi în Iordania, foste mine de aramă

În afară de aceste locuri, mai sunt în Arava și alte situri arheologice lângă izvoare și alte surse de apă, precum și ruine ale unor drumuri antice, de pildă Drumul Mirodeniilor, dinspre Peninsula Arabică spre portul Gaza pe coasta Mării Mediterane, și care străbătea Arava lângă Moa, sau Via Nova Taurina, construită de romani de-a lungul unor oaze, de la nord la sud, dinspre Iordan către Arava, ocolind zonele controlate de nabateeni. Unul din popasurile de pe parcursul Viei Nova Taurina este fortăreața Hatzeva, dotată de romani cu băi încălzite, și unde se află și cel mai bătrân copac din Israel, un jujub (zizif) vechi de peste o mie de ani.

## Regiunea Arava din Israel
Aria Aravá mijlocie este de circa 1400 kmp, din care jumătate sunt rezervații naturale.

Orașul Eilat este considerat uneori drept capitală a văii Aravá, deoarece el îndeplinește funcția de centru economic și de afaceri pentru așezările din această regiune.

### Localitățile din Aravá
Populația văii Aravá se restrânge la circa 63.000 locuitori, din care 53.000 trăiesc în orașul  Eilat.
Restul așezărilor din Aravá se află sub jurisdicția Consiliului regional Aravá tihoná (Arava centrală) (având centrul la Sapir) și cea a Consiliului regional Hevel Rehem.
Majoritatea localităților sunt așezări agricole, ramura agricolă cea mai răspândită 
fiind legumicultura de seră, destinată exportului și consumului local.  
La valorificarea  suprafețelor agricole se folosește mult substratul de nisip, care este rar în partea israeliană, și răspândită în cea iordaniană, la poalele Munților Edom. 
Din această cauză, în cursul anilor 1970-1980 agricultura israeliană din Arava s-a dezvoltat în primul rând în teritoriile cucerite de la Iordania în estul văii, în urma Războiului de Șase zile din iunie 1967.  
Odată cu semnarea acordului de pace dintre Israel și Iordania, s-au efectuat schimburi de teritorii, care au lăsat majoritatea ariilor agricole în partea israeliană. În zona moshavului Tzofar , unde terenurile agricole pătrund 4 km în adâncimea teritoriului Iordaniei, a fost arendat pământul pe 25 ani statului israelian, asemănător cu zona Naharaiym din nord.
Cele două așezări cele mai nordice din Aravá , Neot Hakikar și Eyn Tamar, se află în Kikar Sdom și aparțin Consiliului regional Tamar.
| - Eilat - Eilot - Beer Ora - Elifaz, kibuț - Samar - Yotvatá - Grofit | - Ketura - Lotan - Yahel - Paran - Tzukim - Tzofar - Sapir | - Ein Yahav - Hatzevá - Ein Hatzevá - Ir Ovot - Idan - Ein Tamar - Neot Hakikar |

### Economie
Principala ramură economică dezvoltată în așezările rurale din Arava este agricultura, mai ales creșterea legumelor, fructelor și florilor. 
Locuitorii din moșavurile și kibuțurile văii Aravá exportă anual, mai cu seamă în Europa, produse agricole în valoare de 1,5 miliarde de dolari. Produsele lor de export cuprind câteva soiuri de legume și fructe ale căror calități sunt favorizate de irigarea cu apa mai sărată, precum anumite soiuri de roșii, între care roșii de tip cherry, soiuri de ardei și curmale.
Agricultorii au trebuit să se adapteze sau să găsească soluții condițiilor adesea vitrege:  salinitatea foarte ridicată a solului, salinitatea apei de irigații (pentru apa din conducta principală a țării - 1.2 E.C sau 250 mg clorid/l, iar pentru apa din forajele adânci de 700-1500m -3 E.C.) , la care se adaugă dobânzi ridicate din cauza riscului financiar și lipsa de lucrători.

O stație de cercetare și dezvoltare agricolă din ferma Yair din Hatzevá se află în legatură cu Facultatea de agronomie din Rehovot a Universității Ebraice și cu alte instituții academice de profil.
O parte din locuitorii regiunii se ocupă și cu ramura turismului care include excursii cu jeep-ul, pe cămile, și organizarea a numeroase alte activități de agrement, terapie sau meditative-spirituale.
În Aravá se organizează de asemenea expoziții, cursuri și seminare în domeniul agronomiei.

### Transport
Cu avion ușor se poate ajunge din Tel Aviv în Aravá centrală într-o jumătate de oră pe pista de aterizaj de la Ein Yahav, cursele fiind de două ori pe săptămână. Pe șosea drumul durează trei ore de la Tel Aviv și două ore de la Ierusalim.

## Districtul Wadi Araba din Iordania

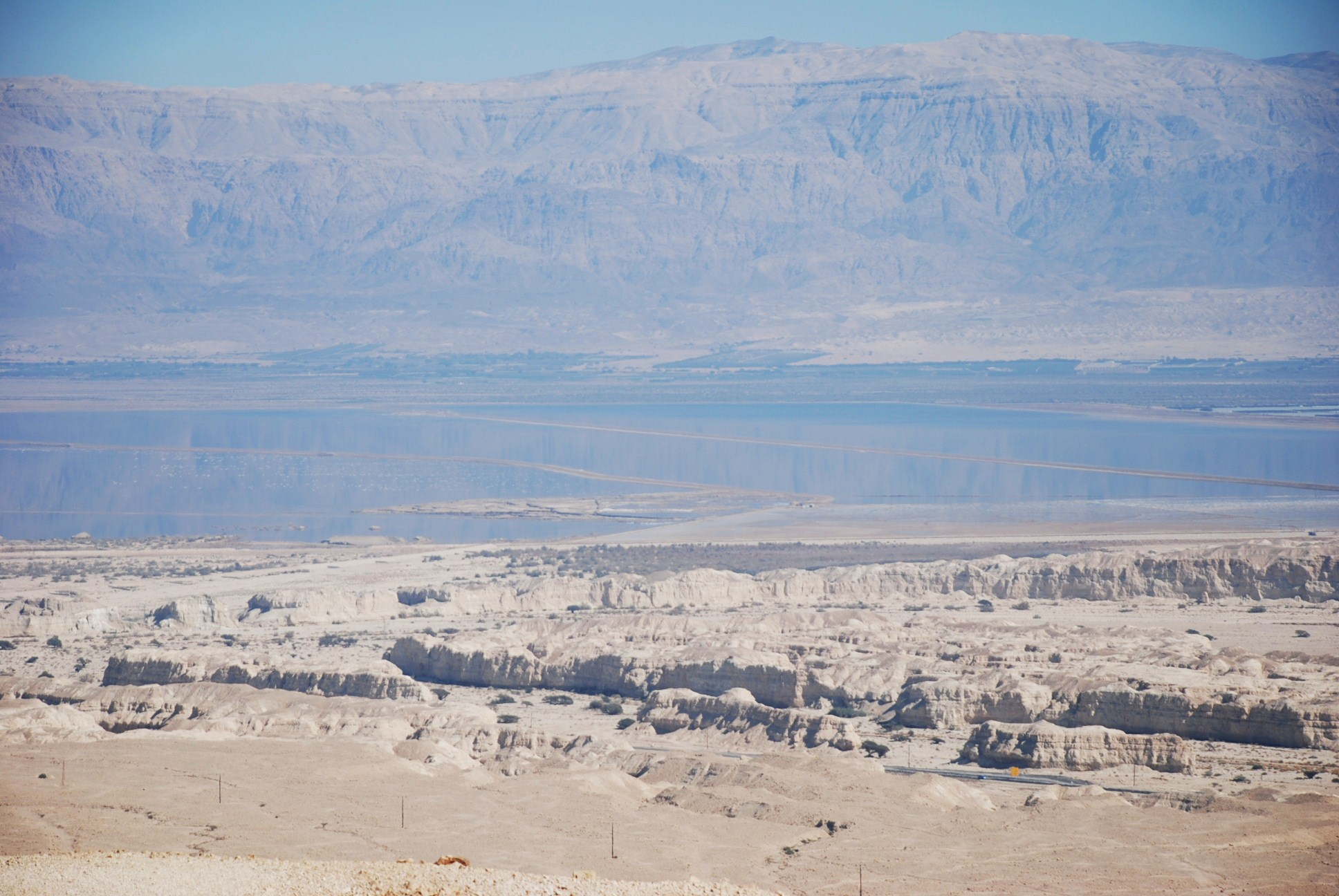
Imagine din Al Safi dinspre Nahal Peres (Wadi Farsh)

Până în 1918 a aparținut vilaietului otoman al Hidjazului.
Districtul iordanian Wadi Araba are o populație de 6,775 locuitori, la care, însă se adaugă 96,000 locuitori ai orașului Aqaba.
În 2015 populatia regiunii era de 189.789 locuitori, din care 78% în Aqaba si 14% la Al-Safi.
În 2024 populația raioanelor Al Aqaba și Wadi Araba care acoperă o mare parte din tinutul Araba sau Arava, se estimează la 207.410 locuitori, din care 197.155 în orașul Aqaba.

Aqaba poate fi considerată, analogic cu Eilat din partea israeliană, capitala regiunii Wadi Araba din Iordania.
Ea face parte din districtele iordaniene Kerak și Aqaba.
În afara Aqabei, populația este reprezentată de cinci triburi principale de beduini arabi: Al- Seyidiyin (السعيديين),Al Ihewat (الإحيوات), Al Ammarin (العمارين), Al-Rashaideh (الرشايدة
) și  Al-'Azazmeh (العزازمة). Ele trăiesc în cinci așezări. Mai sunt și triburi mai mici, ca de pildă Al-Oseifat (العصيفات), Al-Rawajfeh (الرواجفة), Al-Manaja'h (المناجعة), și Al-Marzaqa (المرزقة).
Beduinii din zonă au un nivel de viață marcat de multe lipsuri.  
Principalele activități economice ale acestor beduini constau din creșterea ovinelor, unele culturi agricole, meșteșuguri și ocupații militare în cadrul armatei iordaniene.
Așezările iordaniene din Wadi Araba de la nord la sud:
- Al Safi
- Feife
- Ma'mura
- Ghawiba
- Kraikre
- Finan
- Bar Madhkur
- Reishe
- Rahma
- Aqaba

De asemenea așezarea Al Salmani care numără 56 locuitori.